# Speccy
Pour l'ordinateur personnel surnommé Speccy, voir ZX Spectrum.
Speccy est un gratuiciel (freeware) d'affichage d'informations systèmes, développé par Piriform Ltd, et fonctionnant sur un ordinateur muni du système d'exploitation Windows. Il affiche de nombreuses informations sur les capacités de l'ordinateur sur lequel il est exécuté :
- Système d'exploitation
- Microprocesseur
- Carte mère
- RAM
- Disques durs
- Carte graphique
- Lecteur optique
- Périphériques
- Carte son
- Réseau

L'application est disponible en 32 et 64 bits.